# Mucrencya mucronata
Mucrencya mucronata är en skalbaggsart som beskrevs av Johann Christoph Friedrich Klug 1832. Mucrencya mucronata ingår i släktet Mucrencya och familjen Melolonthidae. Inga underarter finns listade i Catalogue of Life.